# Closterus rugosus
Closterus rugosus là một loài bọ cánh cứng trong họ Cerambycidae.